# جولي نيكسون ايزنهاور
جولي نيكسون ايزنهاور (بالإنجليزية: Julie Nixon Eisenhower) (و. 1948 – م) هي سياسية من الولايات المتحدة الأمريكية. ولدت في واشنطن العاصمة.

## التعليم
تعلمت في الجامعة الكاثوليكية الأمريكية، وجامعة براون، وجامعة نيويورك.

## روابط خارجية
- جولي نيكسون ايزنهاور على موقع IMDb (الإنجليزية)
- جولي نيكسون ايزنهاور على موقع إن إن دي بي (الإنجليزية)